# آیزنباخ (برگ)
آیزنباخ (به آلمانی: Eisenbach) یک رود در آلمان است که در بادن-وورتمبرگ واقع شده‌است.